# Яворський Юліян Андрійович
Юлія́н (Юліа́н) Андрі́йович Яво́рський (27 листопада 1873, с. Більче, нині Миколаївський район, Львівська область — 11 січня 1937, м. Прага, Чехословаччина) — український історик, москвофіл, літературознавець, фольклорист, етнограф, публіцист, поет, лікар філософії, професор. Заступник голови київського відділення «Галицко-русского благотворительного общества» у Києві.

## Життєпис
Народився 27 листопада 1873 року у селі Більче (нині — Львівська область). Шкільну освіту здобув у дрогобицькій, самбірській та львівській гімназіях. З останньої його було відраховано за те, що під час уроків читав російськомовну літературу. Вищу освіту спочатку намагався здобути у Львівському університеті, звідки був відрахований за участь у політичній демонстрації проти намісника Галичини графа Казимира Бадені, потім у Віденському університеті, звідки також був відрахований за участь у демонстрації проти політики митрополита Галицького, кардинала Сильвестра Сембратовича. Закінчив Чернівецький університет, після чого захистив докторську дисертацію зі славістики під керівництвом професора Ватрослава Ягича.
Пізніше Яворський виступав як публіцист та літературний критик на сторінках москвофільських видань Галичини, зокрема на шпальтах журналу «Жива думка» (рос. «Живая мысль»). Через тиск з боку австрійської влади 1904 року емігрував до царської Росії, де мешкав у Києві. Під час Першої світової війни виступив прихильником входження Галичини, Буковини та Закарпаття до складу Російської імперії, ставши одним із засновників т.з. «Карпато-руського визвольного комітету». Водночас був доцентом у Київському університеті, продовжуючи свої дослідження в галузі слов'янознавства. У Києві видавав журнал «Живе слово» (рос. «Живое слово»).
Після встановлення радянської влади був запрошений новим урядом на посаду голови кафедри слов'янознавства Воронезького університету, але відмовився через несприйняття більшовицької диктатури. Спочатку повернувся до Львова, де продовжував працювати в москвофільських закладах, видав збірку віршів російською мовою. 1925 року отримав запрошення до Слов'янського інституту у Празі, де і працював до самої смерті. Помер 11 січня 1937 року у Празі, де й похований.

## Виступ на підтримку єдності
Юліану Яворському належить одна з нечисленних спроб «перекинути місток» між ворожими таборами Галичини — москвофільським та  українським.
1891 року, в шостому номері часопису радикальної партії «Народ», вийшла його стаття (російською мовою) «Нова еволюція серед москвофілів». У ній Яворський, якому тоді було лише 18 років, емоційно закликав не ослабляти сили народу дискусіями про далекі від його повсякденного життя питання. Стару «москвофільську» партію він звинувачував у некритично-уклінному ставленні до російського царату, а «українофільську» — у такій само сліпій лояльності «Відню та Риму». Головну думку Яворський формулював таким чином: «забути про питання єдності з цілим руським народом або самостійності від нього, відкласти до кращих часів мовні та літературні спори» та докласти спільних зусиль для досягнення реальних та актуальних для простих галичан цілей.

## Етнограф
Крім інших питань, Яворський довгі роки працював над збором та обробкою фольклору рідної Галичини. Ще до еміграції у Російську імперію він видав декілька невеличких етнографічних розвідок, у яких розглядав переважно російські культурні зв'язки з Галичиною. Але основна маса зібраного ним етнографічного матеріалу побачила світ 1915 року в Києві у праці «Памятнікі галіцко-русской народной словесності: Лєгенді. Сказкі. Расскази. Анекдоти». Це був лише перший том, але у передмові читача попереджували, що через «складні обставини» невідомо, коли вийде другий. Він узагалі не вийшов. Що сталося з зібраним Яворським матеріалом — невідомо. Усі матеріали, які ввійшли до цього збірника (як і в інші роботи Яворського), відображають особливості народної мови міста чи села, у якому вони були записані. Досі жодна з цих робіт не перевидана.

## Листування з Франком
Юліян Яворський активно листувався з Іваном Франком. Відомими є 39 листів, написаних не лише з різних куточків України, але й із-за кордону. Так, зі Львова було надіслано 15 листів, з Борусова — 9, Чернівців — 5, Доброгостова — 4, Києва — 7, Відня — 3, Ряшева — 1.
Беручи до уваги те, що Франко та Яворський були представниками таборів різного спрямування, то останній намагався «прокласти місток» між ворожими таборами Галичини — «москвофільським» та «українофільським». У своїх листах, датованих 1892 роком, Яворський схвально відгукувався про твори І. Франка та був захоплений щойно прочитаними творами Каменяра — «Boa constrictor», «На дні», «Борислав сміється» та іншими — і вважав їх перлинами галицько-української літератури. У листуванні Яворський намагався отримати від Франка дозвіл на переклад його творів російською мовою з подальшим друком у часописах, з якими він співпрацював — петербурзькому «Сєвер» та львівському «Бесіда». Від «Бесіди» надійшла йому відповідь, що друкувати перекладені російською мовою твори Франка там відмовляються, оскільки будь-який галичанин має змогу прочитати ці твори мовою оригіналу, а переклади російською будуть незрозумілими для галицького люду. Не міг Яворський погодитися з такою думкою редакції, оскільки вважав, що читачі «Бесіди» нічого не знають про життя галичан або ж лише поверхнево та за своїм скупим баченням і сліпою партійною ненавистю — бояться доторкнутися до творів Великого Каменяра. Тому в наступних листах Яворський запевняв Франка, що невдовзі гурток української «не засліпленої» молоді, скоріше за все москвофільського спрямування, розпочне видання часопису незалежного від різного роду авторитетів і буде мати за честь, якщо Іван Франко нагородить їх своїм співробітництвом. Також наголосив, що для закордонного друку, а саме для петербурзького часопису «Сєвер», готує перекладену російською мовою повість Франка «Boa constrictor» та має велику надію, що не розчарується у своїх сподіваннях оскільки це було з «Бесідою».
Наступні листи Яворський до Франка написав 1897 року. У них Яворський просить Франка допомогти з друком його статті в часописі «Кієвская старіна», а саме надіслати рекомендаційну картку до редакції видання. Але Франко через свою зайнятість (тоді він брав участь у виборах до австрійського парламенту) не надав великого значення проханню Яворського.

## Вибрані праці
- 1892 — «Кольцов и Шевченко», «Русская женщина в поэзии Некрасова»;
- 1899 — «Пушкин в Прикарпатской Руси»;
- 1902 — «Обзор новейшей червонорусской лирики»;
- 1904 — «Гоголь в Червоной Руси»;
- 1907 — «Старинные великорусские песни в карпато-русских записях», «Новая гипотеза о происхождении так называемой Грюнвальдской песни (Bogorodzieca dziewicza)»;
- 1909 — «Два замечательных карпаторусских сборника XVIII века»;
- 1915 — «Памятники галицко-русской народной словесности: Легенды. Сказки. Рассказы. Анекдоты»;
- 1924 — «Галицкая Голгофа»;
- 1925 — «Думы о Родине», «Освобождение Львова»;
- 1927 — «Ветхозаветные библейские сказания в карпаторусской церковно-учительской обработке конца XVII века»;
- 1928 — «Из истории научного исследования Закарпатской Руси»;
- 1929 — «К библиографии литературы об А. В. Духновиче», «Национальное самосознание карпаторуссов на рубеже XVII—XIX веков», «Повести из „Gesta Romanorum“ в карпаторусской обработке конца XVII века»;
- 1930 — «Значение и место Закарпаття в общей схеме русской письменности», «Литературные отголоски „русько-украинского“ периода в Закарпатской Руси 1919 года»;
- 1931 — «Новые литературные находки в области старинной карпаторусской письменности XVI—XVIII веков»;
- 1932 — «Материалы для истории Закарпатской Руси»;
- 1934 — «Материалы для истории старинной песенной литературы в Подкарпатской Руси».

## Поезія
Збірки віршів «Блудные огни» та «Беззвучные песни и другие стихотворения в прозе», видані 1922 року у Львові.